# Rafael Ruano
Rafael Ruano (Costa Rica, ... – ...; fl. XX secolo) è stato un cestista spagnolo.
Fu tra i giocatori che il 15 aprile 1935 disputarono la prima partita della storia della nazionale di pallacanestro della Spagna; disputò inoltre la prima edizione degli Europei, conquistando la medaglia d'argento. Con la "Roja" ha collezionato in totale 4 presenze.